# 드라이 맥주
드라이 맥주(일본어: ドライビール 도라이비루[*])는 일본의 맥주 스타일 중 하나이다. 사전에서는 "알코올 도수를 기존 맥주보다 높여 쓴 맛 (辛口, 영어로 "DRY")으로 완성한 맥주"라고 정의하고 있다. 1987년 2월에 순차적으로 발매를 시작한 아사히 맥주의 아사히 수퍼드라이가 시조이며, 그 다음 해부터 다른 회사도 비슷한 제품을 출시 했기 때문에, 드라이 전쟁(일본어: ドライ戦争 도라이센소[*])이라고 불리는 치열한 판매 및 시장 점유율 다툼이 이루어졌다.